# Delores Taylor
Delores Judith Taylor (Winner (South Dakota), 27 september 1932 – Los Angeles, 23 maart 2018) was een Amerikaans actrice, regisseur en scenarioschrijfster.

## Levensloop en carrière
Taylor werd geboren in 1932. In 1953 ontmoette ze haar toekomstige echtgenoot, Tom Laughlin. Samen verzonnen ze Billy Jack. Taylor speelde in alle films van Billy Jack tussen 1967 en 1977. In 1972 was ze genomineerd voor een Golden Globe in de categorie New Star.
Taylor was van 1954 tot zijn overlijden in 2013 gehuwd met Laughlin. Ze hebben drie kinderen. Ze overleed in 2018 op 85-jarige leeftijd.
- Library of Congress Control Number: no00092366
- Virtual International Authority File: 6944428
- WorldCat: E39PBJcWmQY6CcpghmGM89RdwC